# Samczyki
Samczyki (ukr. Самчики, Samczyky) – wieś na Wołyniu, w rejonie starokonstantynowskim, w obwodzie chmielnickim.

## Zabytki
- pałac – projektantem dekoracji sufitu w okrągłym salonie pałacu był Jakub Kubicki[2].